# Mylife
Mylife, otkriven od strane MessageLabsa 2002. godine je računalni crv koji se širi slanjem elektroničkih poruka e-mail adresama pronađenim u Microsoft Outlookovom popisu kontakata. Mylife je nazvan po istoimenom naslovu elektoničkih poruka koje šalje. Napisan je u Visual Basicu. 
Zaražava računala koja rade pod operativnim sustavom Microsoft Windows (Windows 2000, Windows 95, Windows 98, Windows Me, Windows NT, Windows XP). 

## Djelovanje
Elektronička poruka koju šalje Mylife sadržava sljedeći tekst:
Hiiiii
How are youuuuuuuu? look to the digital picture it's my love
vvvery verrrry ffffunny :-)
my life = my car
my car = my house
Elektronička pošta sadržava privitak naziva: My Life.scr.
Mylife sebe kopira u C:\Windows\System\My Life.scr te dodaje vrijednost stmgr C:\WINDOWS\SYSTEM\My Life.scr te registry ključ HKEY_CURRENT_USER\Software\Microsoft\Windows\CurrentVersion\Run. Crv potom prikaže sliku djevojčice koja drži cvijet te za to vrijeme crv pokušava obrisati datoteke s određenim datotečnim nastavcima.
Varijanta Mylifea koja se zove MyLife.B ili Bill Clinton worm, koristi u elektroničkim porukama naslov "bill caricature", te prikaže nacrtanu sliku Billa Clintona kako svira saksofon. Mnoge druge varijante Mylifea su prijavljene.
Mylife provjerava datum, i ako je minutna vrijednost na 45 ili viša, crv pretražuje C:\ direktorij i briše .SYS i .COM datoteke.